# جو مک‌لاوکلان
جو مک‌لاوکلان (انگلیسی: Joe McLauchlan؛ ۵ فوریه ۱۸۹۱ – ۶ ژانویهٔ ۱۹۷۱) بازیکن فوتبال اهل بریتانیا بود.
از باشگاه‌هایی که در آن بازی کرده‌است می‌توان به باشگاه فوتبال آرسنال و باشگاه فوتبال واتفورد اشاره کرد.